# Burg Ludwigstein

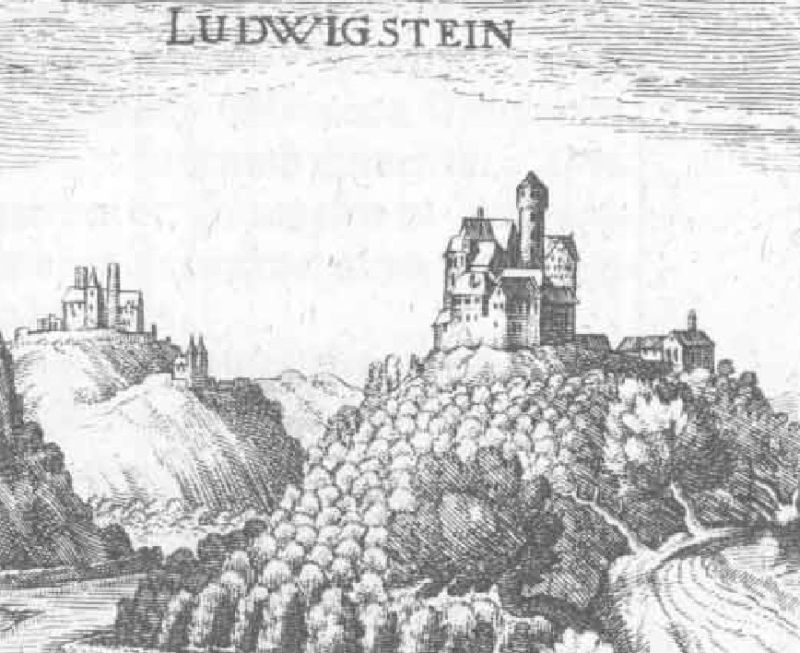
Burg Ludwigstein und Burg Hanstein (im Hintergrund) in der Topographia Hassiae von Matthäus Merian 1655

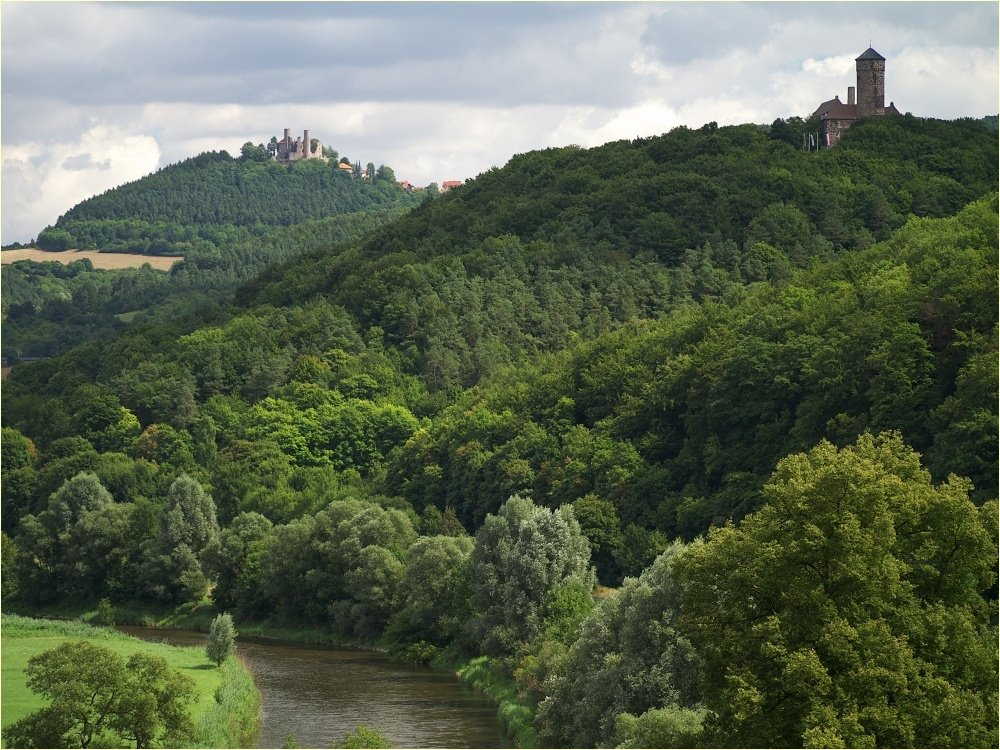
Burg Ludwigstein und Burg Hanstein im Foto

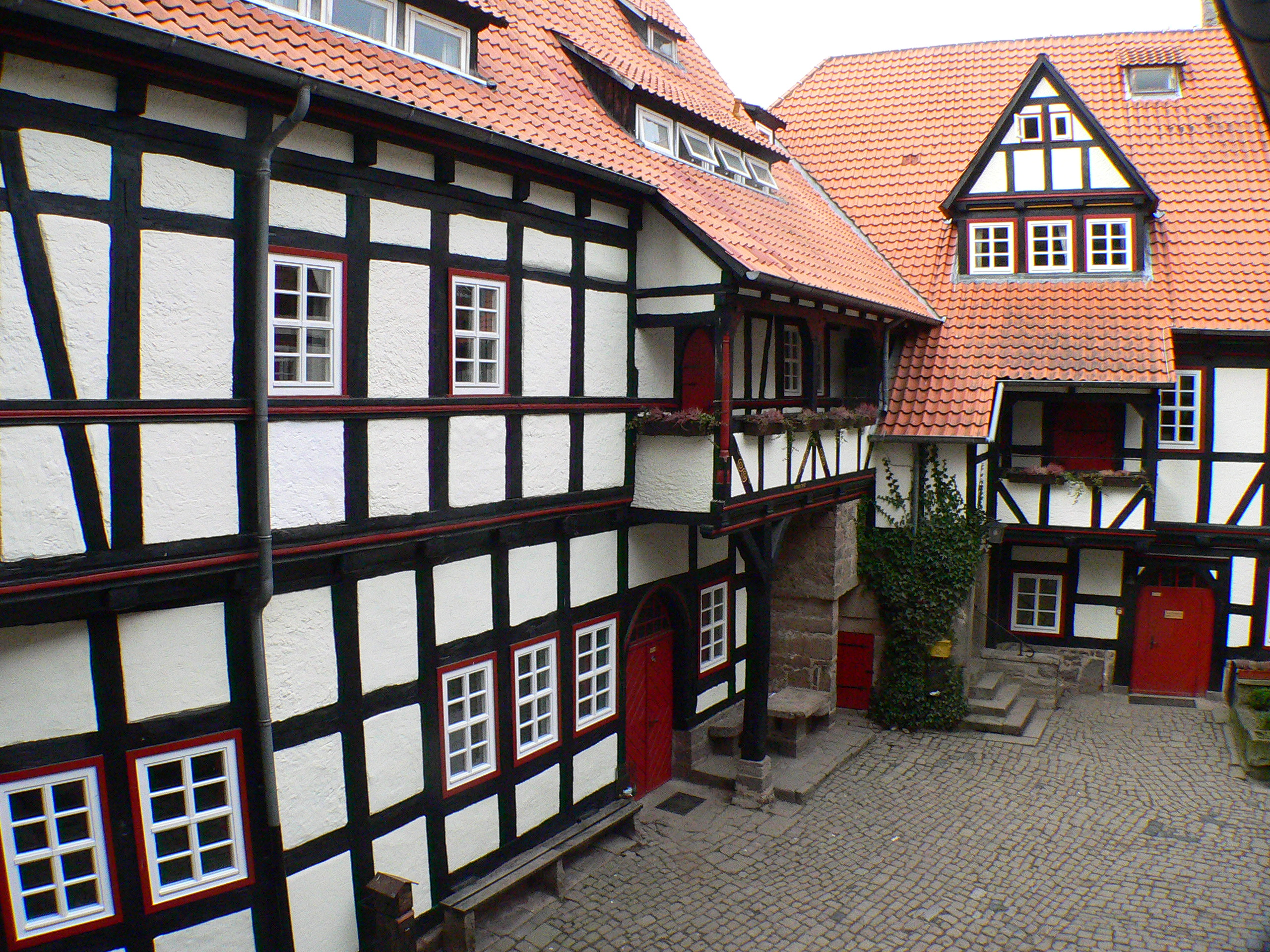
Burghof

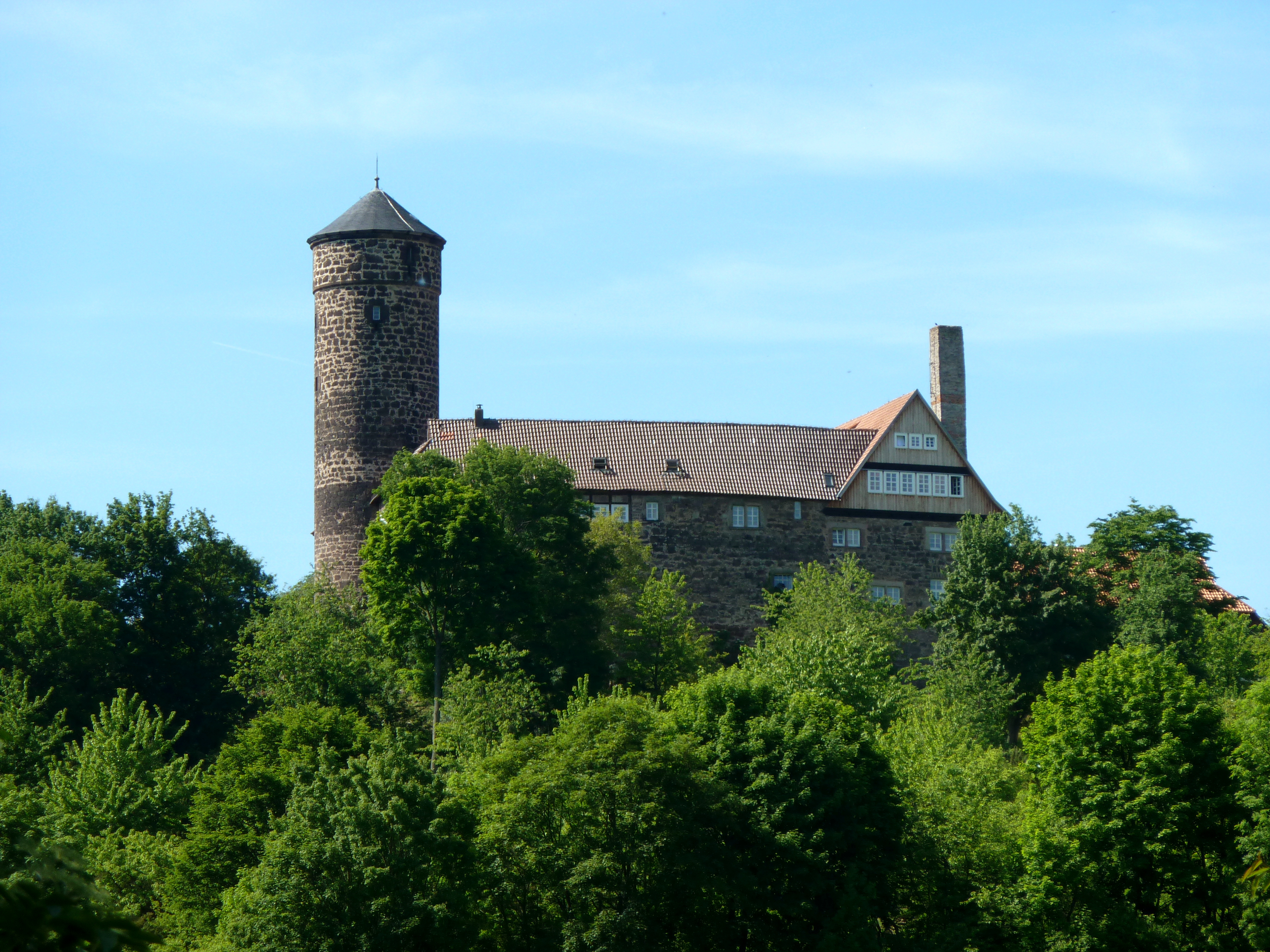

Die Burg Ludwigstein ist eine frühere spätmittelalterliche Burg und heutige Jugendburg bei Werleshausen im Werra-Meißner-Kreis in Hessen.

## Geographische Lage
Die Höhenburg liegt in den Nordausläufern des Soodener Berglandes nahe dem Witzenhausener Ortsteil Werleshausen, das sich etwa 700 m nordöstlich der Burg jenseits der Werra im Naturraum Lindewerra-Werleshäuser Schlingen befindet; westlich der Burg liegt Wendershausen (zu Witzenhausen) und südöstlich Oberrieden (zu Bad Sooden-Allendorf). Die zu diesem Naturraum gehörende Erhebung (ca. 236 m ü. NN), auf welcher die Burg steht, fällt nach Osten, Norden und Westen entlang der dort tendenziell etwa nach Nordwesten fließenden Werra ab. Etwa sechs Kilometer nordnordöstlich liegt das Dreiländereck Hessen-Niedersachsen-Thüringen.

## Der Bau
Der Ludwigstein ist eine Höhenburg auf der Spitze eines Bergkegels. Die vierflügelige, rechteckige geschlossene Anlage der Kernburg gruppiert sich um einen recht engen Innenhof. Der Bergfried steht neben dem Tor an der westlichen Schmalseite. Die östliche Schmalseite nimmt ein ehemaliger breiter Wohnbau mit steilem Dach ein, die schmaleren Flügel im Norden und Süden sind zweistöckig. Das erhaltene Bruchsteinmauerwerk geht überwiegend noch auf den Ursprungsbau von 1415 zurück, wobei die wehrhafte Ringmauer zugleich die Rückwand der Innenbebauung bildet. Die Innenseiten der Flügel wurden in Fachwerkbauweise in einer Umbauphase um 1560/1580 errichtet, als die Burg als Amtssitz ausgebaut wurde und keine fortifikatorische Bedeutung mehr besaß, man nimmt aber an, dass auch die Ursprungsbauten bereits in Fachwerk errichtet waren. Lediglich der südöstliche Eckraum besitzt auch auf der Innenseite Bruchsteinmauerwerk, möglicherweise sollte hier ein Archiv gegen Brände gesichert werden. Die Holzgalerie des oberen Stocks zum Innenhof ist datiert auf 1702. Auch die Fenster des Bruchsteinmauerwerks wurden (mit Ausnahme des Bergfrieds) im 16. Jahrhundert erneuert, innen sieht man in die Wand eingearbeitet Sitznischen mit Vorhangbogen-Fenstern. Das einfache, spitzbogige Tor zum Innenhof schließt auch außen ebenerdig an, ein Graben als Annäherungshindernis ist nicht vorhanden. Der runde Bergfried besitzt unten zwei gewölbte Geschosse, über denen drei mit Holzdecken flachgedeckte Geschosse anschließen. Der heutige spitze Helm des Bergfrieds wurde erst 1857 aufgesetzt.
Der heutige Bau des Ludwigsteins ist durch den Umbau zur Jugendburg überprägt, wobei auch moderne Anbauten angefügt wurden. Nach der Dokumentation der Bausubstanz vor dem Umbau war das Erdgeschoss des Nordflügels ein Stall. Das Obergeschoss wies fünf durch einen Flur erschlossene Räume auf, die vermutlich durch Unterteilung eines ursprünglichen großen Saals gewonnen wurden. Der östliche Flügel besaß (wie der moderne Bau) im Erdgeschoss die Küche, im Obergeschoss Wohnräume (mit Abtritterkern und Kaminen). Auch im Südflügel werden Wohnräume angenommen.
Für den Ursprungsbau des Ludwigsteins ist eine Vorburg mit Wirtschaftsbauten überliefert, von ihr hat sich keine Spur erhalten.

## Geschichte

### Bau und ursprüngliche Funktion
Die Burg wurde ab Sommer 1415 unter Landgraf Ludwig I. von Hessen zum Schutz der umstrittenen Grenze gegenüber dem kurmainzischen Eichsfeld und der mainzischen Burg Hanstein erbaut. Ob es bereits eine frühere Befestigung an gleicher Stelle gab, ist nicht erwiesen.
Die Burg war bis 1664 Sitz eines hessischen Amtmanns und Mittelpunkt der Verwaltung und Gerichtsbarkeit im hessischen Werra-Gebiet, hatte jedoch nie überregionale Bedeutung. Hans von Dörnberg („der Ältere“), vorher hessischer Marschall sowie Amtmann in Homberg an der Efze, wurde am 28. April 1416 erster Amtmann des neuen Amts Ludwigstein und des 1361 zum ersten Mal erwähnten Amts Witzenhausen. Zum Amt gehörten nach einem Verzeichnis von 1466 Ländereien und Einkünfte in den Dörfern Oberrieden, Wendershausen, Hilgershausen, Hundelshausen, Weißenbach, Roßbach, Kleinalmerode, Bischhausen und in Witzenhausen; im 16. Jahrhundert kamen weitere Dörfer um Witzenhausen, Eichenberg und Friedland hinzu. Auf Hans von Dörnberg folgte eine Reihe hessischer Adliger – darunter Mitglieder der Familien Berlepsch, Herda, Boyneburg, Buttlar, Diede, Hanstein, Meysenbug und Steinberg. Zeitweise waren diese auch Pfandinhaber der Burg. Unter ihnen war Hans von Dörnberg „der Jüngere“ (1427–1506), der Sohn des ersten Amtmannes, von herausragender Bedeutung; er war 1462–1497 hessischer Hofmeister.
Von 1545 bis 1574 erlebte der Ludwigstein ein kurzes Zwischenspiel als Lehen und selbständiges Adelsgericht. Als Gegengeschäft zur Versorgung von Verwandten seiner bigamistischen Zweitfrau Margarethe von der Saale übertrug Landgraf Philipp Burg und Amt Ludwigstein seinem Kammerdiener Christoph Hülsing und dessen Nachkommen als Lehen. Erst nach langen Verhandlungen gelang Philipps Sohn, Wilhelm IV. von Hessen-Kassel, der Rückkauf dieses Besitzes. Danach wurde die Burg wieder Sitz hessischer Amtmänner, zumeist bürgerlicher Beamter.

### Rotenburger Quart und Domänenverwaltung
1627 gehörten Burg und Amt Ludwigstein zum sogenannten Rotenburger Quart, dem von Landgraf Moritz von Hessen-Kassel seiner zweiten Gemahlin Juliane von Nassau-Dillenburg und den Kindern aus dieser Ehe überlassenen Viertel seines Landes. Im Zuge der weiteren Teilungen der nur teilunabhängigen Landgrafschaft Hessen-Rotenburg wechselte die Burg mehrfach ihren Besitzer im sich weiter verzweigenden hessisch-rotenburgischen Fürstenhaus. Erst 1834, mit dem Aussterben dieser Nebenlinien, kam der Ludwigstein wieder in den Besitz der Hauptlinie Hessen-Kassel.
1664 wurde das Amt Ludwigstein mit dem Schultheißenamt Witzenhausen vereint und der Ludwigstein verlor damit seine Funktion als Sitz eines landesherrlichen Amtmannes. Stattdessen zogen landwirtschaftliche Pächter ein, bis die nunmehrige Domänenverwaltung um 1830 nach Wendershausen verlegt wurde.
Danach wurde die Anlage verschiedentlich genutzt, unter anderem als Brauerei, Schafstall und Lagerhaus. 1862 begann der Abriss der Außenburg. Nachdem der Ludwigstein 1882 aus der Unterhaltsverpflichtung der Domäne entlassen worden war, begann der allmähliche Verfall der Innenburg.

### Erwerb und Wiederaufbau durch den Wandervogel
Alte Gemäuer hatten für die von der Romantik inspirierten Wandervögel eine große Anziehungskraft. Zu Beginn des 20. Jahrhunderts war die Burg weitgehend verfallen. Auf einer Wanderung wurde der Ludwigstein vom Hanstein aus erspäht und fortan als Geheimtipp gehandelt. Immer mehr Wandervogelgruppen begegneten sich „zufällig“ „auf dem Lu“.
1913 fand auf dem nahe gelegenen Meißner – der fortan offiziell „Hoher Meißner“ hieß – der Freideutsche Jugendtag statt. So erhielt die Region, die schon lange als das Märchenland der Brüder Grimm bekannt war, für die Jugendbewegung eine besondere Bedeutung. Es entstand der Entschluss, die leer stehende Burg zu erwerben und zu einem räumlichen wie geistigen Mittelpunkt für die jugendbewegten Gruppen auszubauen. Bevor diese Pläne jedoch in die Tat umgesetzt werden konnten, begann der Erste Weltkrieg.
Der Krieg hinterließ die Jugendbewegten in großer Zerrissenheit. Hatte man noch ein Jahr vor Kriegsausbruch auf dem Hohen Meißner ein neues Zeitalter beschworen und Kaiser Wilhelm II. in einem Telegramm eindringlich gebeten, den Frieden zu erhalten, so war man dann doch bereitwillig der Fahne gefolgt. 50.000 Wandervögel kehrten nicht aus dem Krieg zurück. Der Wandervogel Enno Narten und weitere Jugendbewegte gründeten am 4. April 1920 die Vereinigung „Jugendburg Ludwigstein“ und erwarben die Ruine, um sie als Ehrenmal für die im Krieg Gefallenen und als sichtbares Symbol eines Neuaufbaus wiederherzustellen. In langen Reihen reichten junge Leute die Steine für den Wiederaufbau von Hand zu Hand aus dem Werratal bis zur Burg hinauf. Zu Zeiten der Inflation nach dem Ersten Weltkrieg schaffte sich der Ludwigstein seine eigene Währung, und Jugendbewegte aus allen Bünden zogen von dort aus als Siedler aufs Land, um ihr Leben in die eigenen Hände zu nehmen. Die Burg erlebte eine wahre Blüte – bis zur Vereinnahmung durch den Nationalsozialismus.

Wechselscheine der Burg Ludwigstein
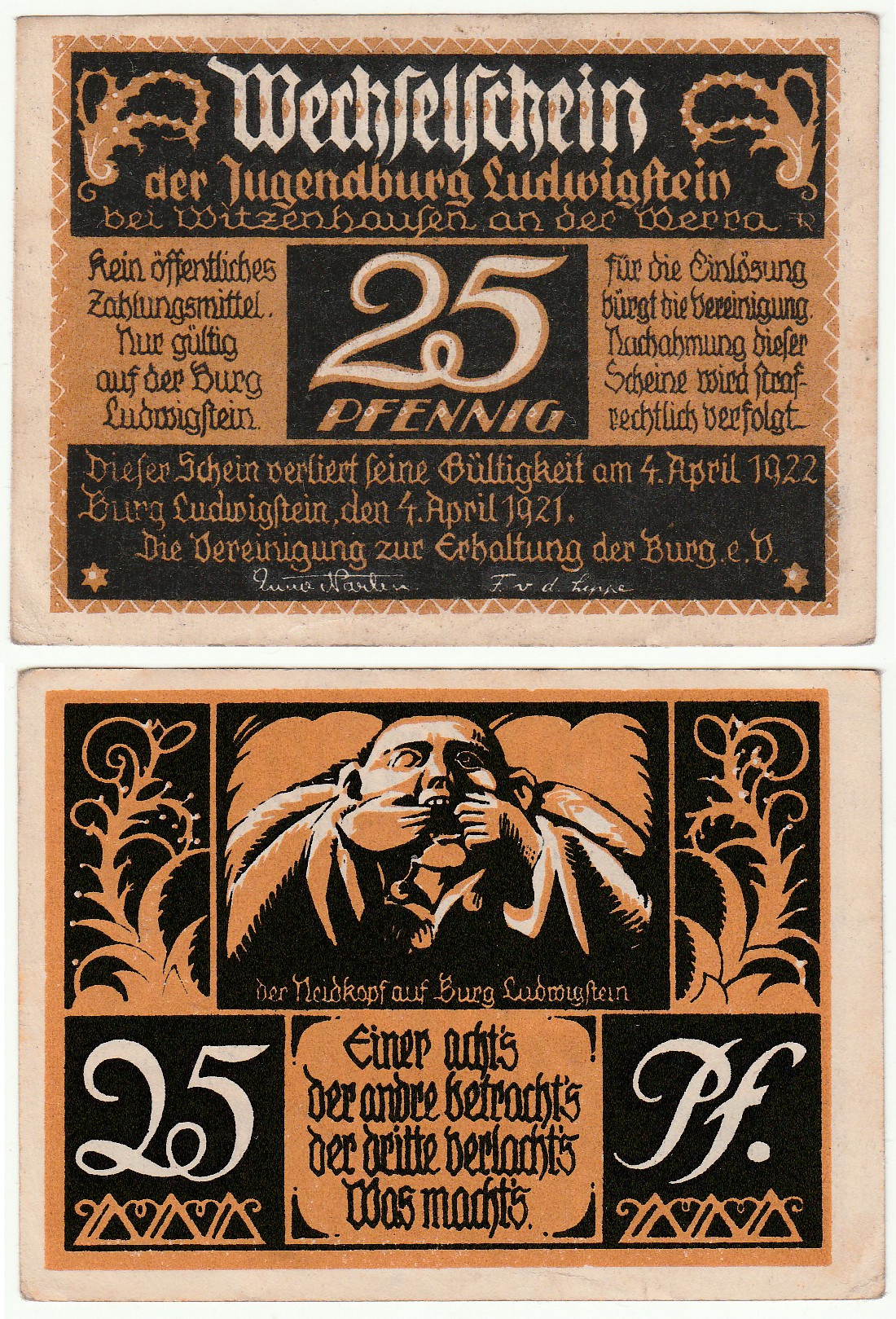
25 Pfennig, aus dem Jahr 1921, mit dem Neidkopf aus der Burg
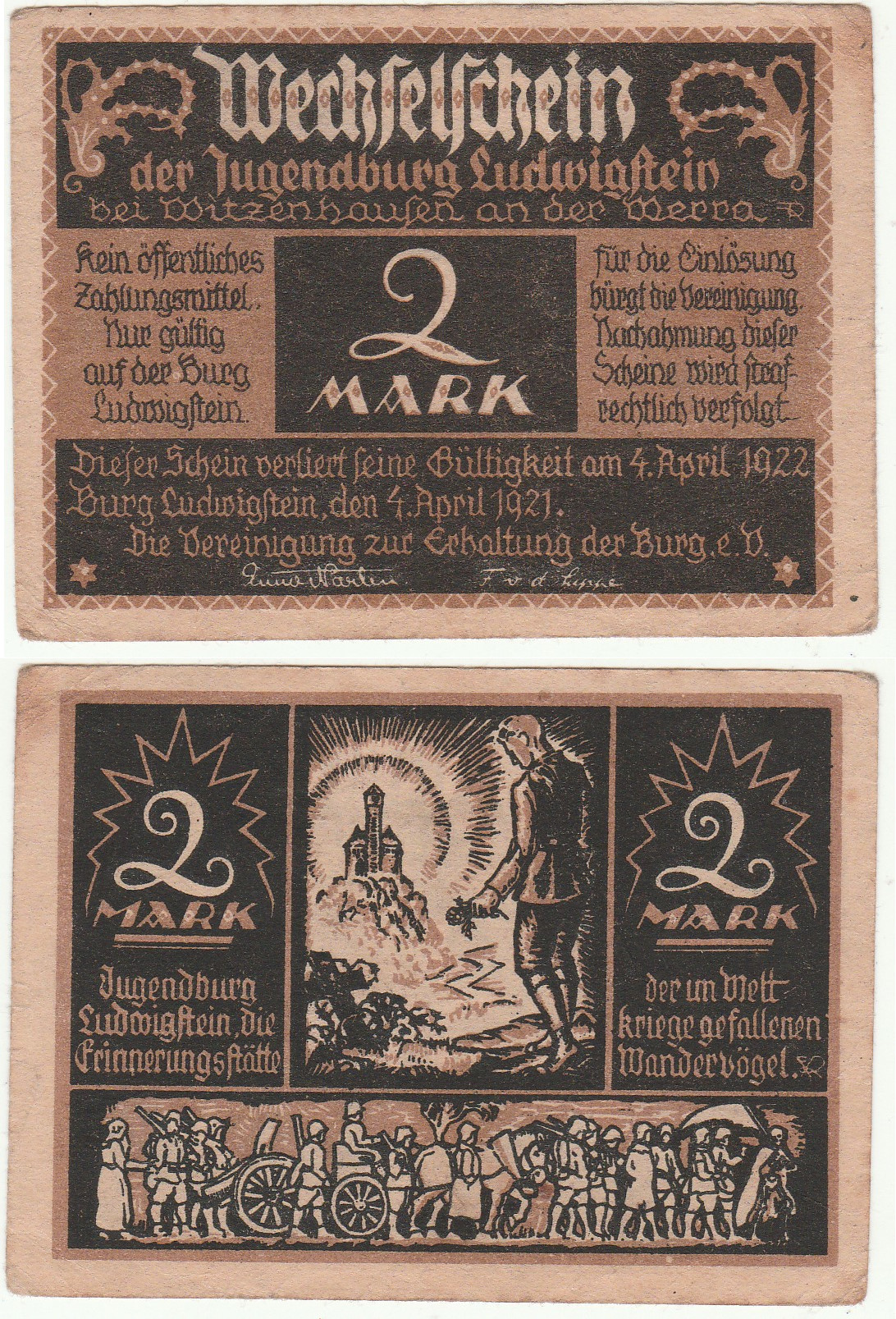
2 Mark, aus dem Jahr 1921

### Schulungslager der Hitlerjugend
Anfang 1933 wurde die Burg erste Gebietsführerschule der Hitlerjugend in Kurhessen; ihre Trägervereinigung unterstellte sich der nationalsozialistischen Reichsjugendführung. Als Mitglied im Reichsverband Deutscher Jugendherbergen und umgewandelt in einen Freundes- und Fördererkreis des Ehrenmales Jugendburg Ludwigstein, konnte sich die Vereinigung noch bis zum endgültigen Verbot am 17. September 1941 halten. Seit 1933 aber diente der Ludwigstein meistenteils, seit 1941 ausschließlich den Zwecken nationalsozialistischer Jugendarbeit – vom Schulungslager bis zur Kinderlandverschickung.

### Neubeginn nach dem Zweiten Weltkrieg
Nach Ende des Krieges diente die Burg zunächst als Flüchtlingslager. Im Jahre 1946 wurde sie dann an die wieder zugelassene Vereinigung Jugendburg Ludwigstein zurückgegeben.
Die Jugendgruppen waren jedoch in alle Winde zerstreut, das Archiv war verschollen, die Burg stand wieder an einer Grenze – aber sie war doch äußerlich erhalten geblieben. Die Jugendbünde gründeten sich neu; so auf dem Ludwigstein 1953 zunächst der „Zugvogel“, der sich als erster Fahrtenbund zur Gewaltlosigkeit bekannte. 1966 formierte sich an gleicher Stelle der „Ring junger Bünde“. Neben den Wandervögeln fanden sich nun auch vermehrt Pfadfinderbünde und Jungenschaften ein. Das Archiv der deutschen Jugendbewegung wurde wiedererrichtet und – wie auch die Burg – 1970 in eine Stiftung überführt. Es ist heute fester Bestandteil des hessischen Staatsarchivs. Hinzu kam 1982 eine Bildungsstätte, die die zeitgemäße Fortführung der Impulse der Jugendbewegung unterstützt.
Anlässlich des 37. Todestages von Enno Narten kam es am 10. Januar 2010 zur Grundsteinlegung für den Enno-Narten-Bau. Dieser Anbau wurde am 15. September 2012 eingeweiht. Er ist nach Angaben der Erbauer das „größte Strohballenhaus der Republik“. Anfang 2011 wurde das Projekt von der UNESCO zum UN-Dekadeprojekt „Bildung für nachhaltige Entwicklung“ ernannt.

### Kultureller Anlaufpunkt für die Region

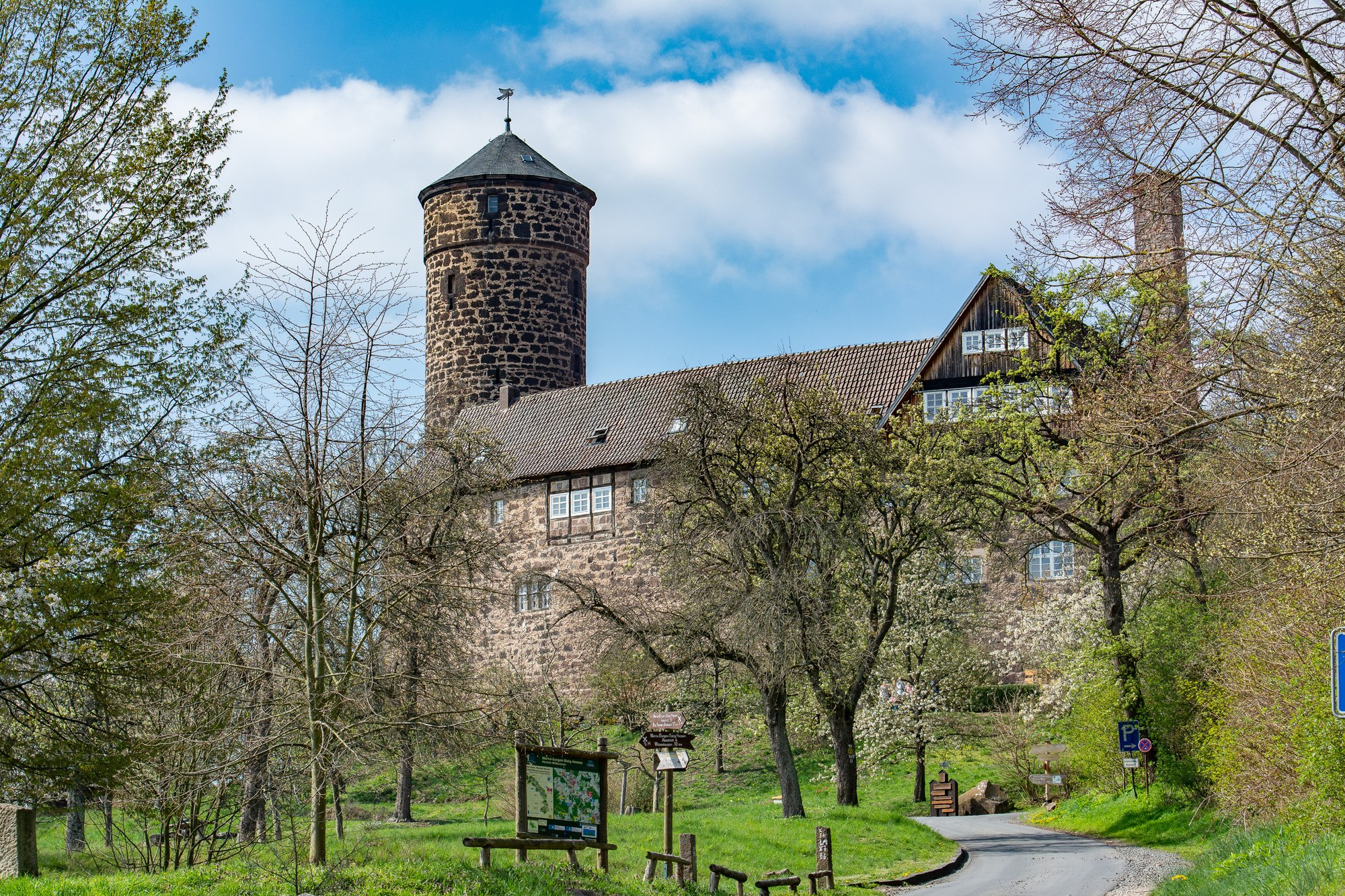
Burg Ludwigstein im Frühjahr 2019

Burg Ludwigstein, Wappenburg des Werra-Meißner-Kreises, versteht sich als regionaler Anlaufpunkt – seit 1989 auch für die Nachbarn im thüringischen Landkreis Eichsfeld. Gemeinsam mit der thüringischen Burg Hanstein wurde vor diesem Hintergrund die „Initiative Zweiburgenblick“ ins Leben gerufen. Im Briefmarken-Jahrgang 2011 der Bundesrepublik Deutschland wurde vom Bundesministerium der Finanzen eine Sondermarke „Zweiburgenblick im Werratal“ herausgegeben.
Zu den regelmäßigen Veranstaltungen auf der Burg Ludwigstein, die für Besucher offen sind, gehören sonntägliche Burgführungen mit Einkehrmöglichkeit sowie das offene Abendsingen am Kamin. Der „Arbeitskreis Europäische Jugendwochen“ führt neben der Eurowoche mit Gästen aus ganz Europa jedes Jahr einen Ostermarkt und einen Adventsmarkt durch. Diese Kunst- und Handwerkermärkte sind in der Region sehr beliebt. Es besteht eine enge Zusammenarbeit mit der Touristen-Information Witzenhausen zur gemeinsamen Erarbeitung von Freizeitangeboten und mit der „Kulturgemeinschaft Witzenhausen“ zur Durchführung kultureller Veranstaltungen auf der Burg. Auch die Burgküche greift gern auf die Angebote regionaler Anbieter zurück.

### Veranstaltungsort für Klassenfahrten und Familienfreizeiten

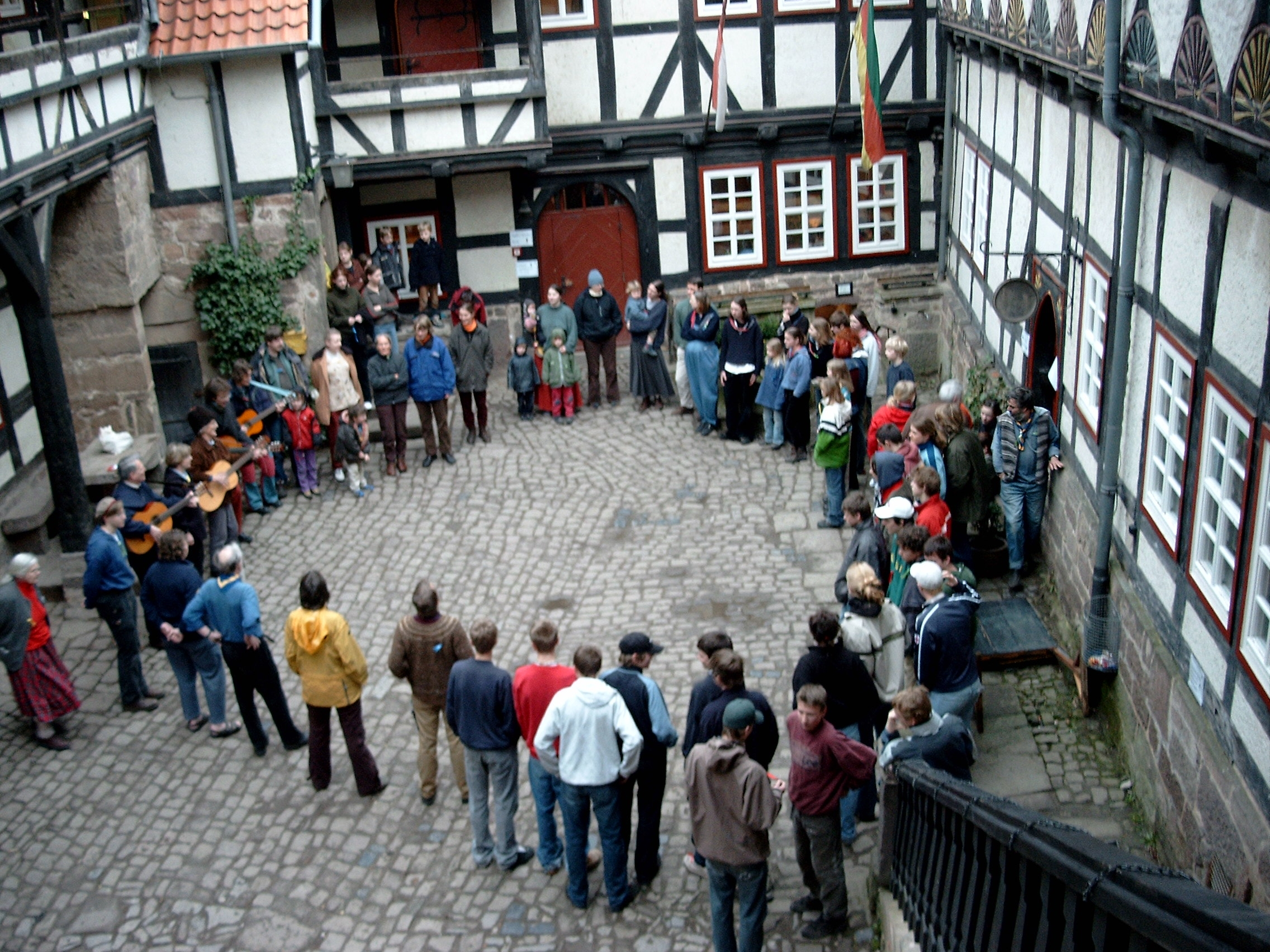
Morgenfeier beim Fest der Kulturinitiative Lebendig Leben im Burghof

Als freie Jugendherberge mit derzeit 174 Betten bietet der Ludwigstein einen Ort für offene Begegnungen. Schulklassen haben die Möglichkeit, das Umfeld auf eigene Faust zu erkunden oder die Angebote der Bildungsstätte wahrzunehmen. Beliebt sind vor allem Paddeltouren auf der Werra oder die Mittelalterprogramme, bei denen Rollenspiele entwickelt und Alltagsgegenstände nach alten Techniken selbst gefertigt werden. Auch Erkundungen im Archiv sind möglich – etwa um den jugendbewegten Wurzeln der Widerstandsgruppen „Weiße Rose“ und „Edelweißpiraten“ auf die Spur zu kommen.
Zu den größten und traditionsreichsten Veranstaltungen gehört die Familienwoche, die immer in der Woche vor Ostern stattfindet. Ursprünglich von zwei Großfamilien vor über 30 Jahren ins Leben gerufen, finden diese Treffen bereits in der vierten und fünften Generation statt. Es handelt sich dabei um ein neuntägiges Gemeinschaftsfest.
Die Bewahrung von Volksliedern und -tänzen, die die Gruppen der Jugendbünde von ihren Fahrten mitbringen, war immer ein wichtiges Anliegen der Jugendbewegung. Für diesen Austausch spielt der Ludwigstein – etwa beim jährlichen Fest der „Kulturinitiative lebendig leben“ – eine zentrale Rolle. Mit einem halben Dutzend Tagesräumen, einem großen Festsaal und einem weitläufigen Zeltplatz eignet sich die Burg aber auch für größere Folkloretreffen. So findet jährlich im Herbst ein großes Tanzfest statt, zu dem Gruppen aus ganz Deutschland anreisen. Noch bunter wird es im Sommer bei der „Europäischen Jugendwoche“. Seit fast fünfzig Jahren werden hierzu vom Arbeitskreis Europäische Jugendwochen jeweils drei oder vier europäische Gastgruppen begrüßt; sie tauschen sich eine Woche lang in Arbeitsgruppen aus und werben mit Tänzen, Liedern und kulinarischen Spezialitäten für die Kultur ihrer Region.

### Auszeichnungen
Im Jahr 2007 wurde die Jugendburg für ihr Projekt „History Trekking“ mit dem „Einheitspreis“ ausgezeichnet. 2010 war sie „ausgewählter Ort“ im Wettbewerb „365 Orte im Land der Ideen“ in der Kategorie „Bildung und Jugend“.
2006 wurde die Burg Ludwigstein zum ersten Mal mit dem Konzept „Jugend in Bewegung“ als Dekadeprojekt „Bildung für nachhaltige Entwicklung“ ausgezeichnet. Anfang 2011 wurde das Bauprojekt „Der dritte Ring“ ebenfalls als Dekadenprojekt benannt.

## Briefmarkenmotive
Am 14. April 1977 erschienen in der Briefmarkenserie Burgen und Schlösser je eine Briefmarke zu 30 Pfennige mit dem Motiv Burg Ludwigstein bei der Deutschen Bundespost und der Deutschen Bundespost Berlin. Am 3. Februar 2011 verausgabte die Deutsche Post AG eine 90-Cent-Briefmarke mit dem Motiv Zweiburgenblick im Werratal, die die Burg Ludwigstein in Hessen und die Burgruine Hanstein in Thüringen zu beiden Seiten der Werra zeigt.